# Houston (Renfrewshire)
Houston (Cille Pheadair in lingua gaelica scozzese) è una località della Scozia, situata nell'area di consiglio di Renfrewshire.